# Liste der Monuments historiques in Peyrissas
Die Liste der Monuments historiques in Peyrissas führt die Monuments historiques in der französischen Gemeinde Peyrissas auf.

## Liste der Bauwerke
| Bezeichnung       | Beschreibung              | Standort | Kennzeichnung | Schutzstatus | Datum | Bild |
| ----------------- | ------------------------- | -------- | ------------- | ------------ | ----- | ---- |
| Kirche Notre-Dame | Erbaut im 12. Jahrhundert | (Lage)   | PA00094417    | Inscrit      | 1928  |      |